# Najpiękniejsze kolędy (album Violetty Villas 1992)
Najpiękniejsze kolędy – album świąteczny Violetty Villas wydany w 1992 roku. Nagrań dokonano w studio „Sonus” w 1991 roku przy udziale zespołu muzycznego i chóru pod dyrekcją Marka Sewena.

## Spis utworów
1. Wśród nocnej ciszy 5'36
2. Lulajże, Jezuniu 6'02
3. Dzisiaj w Betlejem 5'45
4. Jezus malusieńki 3'20
5. Pójdźmy wszyscy do stajenki 3'38
6. Gdy się Chrystus rodzi 7'58
7. Cicha noc 2'52
8. Bóg się rodzi 7'35